# Chabrillan
Chabrillan é uma comuna francesa na região administrativa de Auvérnia-Ródano-Alpes, no departamento de Drôme. Estende-se por uma área de 17.75 km². Em 2010 a comuna tinha 744 habitantes (densidade: 41,9 hab./km²).